# Sakmara (miejscowość)
Sakmara (ros. Сакмара) – wieś (sieło) w Rosji, w obwodzie orenburskim, ośrodek administracyjny rejonu sakmarskiego. W 2010 liczyła 5030 mieszkańców.

## Urodzeni
- Wiktor Pogadajew – rosyjski historyk.